# Francesc Casellas i Castellet
Francesc Casellas i Castellet (Mataró, 21 de desembre del 1894 - Barcelona, 12 de gener del 1974) va ser un intèrpret i professor de piano i compositor establert a Girona. Sovint signà les seves composicions amb el pseudònim C.Castellet.

## Biografia
S'inicià amb la música amb dos sacerdots mataronins i, traslladada la família a Sant Pol de Mar, un pianista aficionat de la població el presentà al famós Enric Granados, que el prengué per deixeble. D'Enric Morera, que estiuejava a Sant Pol, i de Domènec Mas i Serracant, a l'acadèmia Granados rebé tots els estudis d'harmonia, contrapunt, fuga i composició; i Frank Marshall i Granados li aportaren una gran formació en la tècnica pianística. Quan Casellas marxà a viure a Girona, continuà per correu els estudis de música amb Enric Morera.
Josep Dalmau i Carles, després de sentir-lo en un concert al febrer del 1916, el convidà a establir-se a Girona, cosa que va fer aquell mateix any. El 1918, després de casar-se, establí a casa seva (C/ del Nord 3) la seva acadèmia, on Casellas ensenyava piano i la seva muller, Remei Condom, comptabilitat. Va ser professor de piano al col·legi de les Escolàpies, al grup Escolar, al Bruguera, a l'"Academia Musical Gerundense" (1916-1917) i a l'Escola Municipal de Belles Arts de Girona (1937-31.12.1938). Entre el gran nombre de futurs músics que formà, es poden esmentar Josep M. Tarridas, Enric Torra, Josep Maria Albert, Salvador Raurich, Josep Ribas, Rafael Tapiola, Maria Àngels Alabert i el futur metge d'anomenada Benet Julià. Francesc Casellas compaginà la docència amb actuacions com a pianista acompanyant de tot de grans figures que passaren per la ciutat de l'Onyar en aquests anys (Pau Casals, Xavier Cugat…); també tocà en el "Quintet Empòrium" (1917-1945, amb el violoncel·lista Tomàs Sobrequés, els violinistes Francesc Puntonet i Josep Maria Jaumeandreu i Quintela, i el mestre Josep M. Mitjà) i fou el pianista de la breu (1929-1937) Orquestra Simfònica de Girona. L'any 1968 marxà a viure a Barcelona, ciutat on morí el 1974.
Com a compositor va ser autor de gran nombre de peces, de caràcter pedagògic i pianístic en especial. També redactà dos manuals per a l'ensenyament de la música, el Curs melòdic de solfeig (Bibliografia) i Técnica y espíritu del piano, una obra en dos volums que ha romàs inèdita.
El seu fill Albert Casellas i Condom va ser metge, cirurgià i neuròleg. Dirigí la Clínica Girona i presidí el Col·legi de Metges de Girona (1970-1976).

## Obres
(moltes peces signades C.Castellet)
- D'aquell temps, suite per a orquestra de corda (conté Ofrena, Evocació, Nostalgia, Orgia)
- De ma terra (1932), composició de sis obres per a corda sola (Conté Evocació...)
- Iberiana, per a orquestra simfònica
- Impressió de muntanya, per a orquestra simfònica
- Esplai, per a orquestra de corda
- Minuet, per a orquestra de corda
- Missa solemne a tres veus, amb acompanyament d'orgue i orquestra de corda
- Viena gentil (1970)

- Danses coreogràfiques: La princesa Brunilda, Fantasia, Quan floreix la primavera, Dansa de papallones

### Per a piano
- Bergman, 48 petits estudis preparatoris
- En los jardines del Trianón, danza cortesana del siglo XVII, pavana
- Excursió, suite en sis temps (Sant Pol, Fent camí, Aubade, Serralada, L'ermita i Retorn)
- Fiesta en Versalles, minué (1965)
- Los granaderos de la Guardia, pequeña marcha militar (1946)
- Piezas fáciles para piano, publicades per la casa Sobrequés de Girona (Los granaderos de la Guardia; vol. 4, En los jardines del Trianón; 5, Blanca Nieves y los siete enanitos; 6, Fiesta en Versalles; 7: Quan jo n'era petitet)

### Cançons
- Barcarola
- Boga, marinero (1946)
- Claro de luna (1946)
- Flor d'argent
- Nit de lluna
- Las revoltosas, humorada (1946)
- La rosa

- Cançons infantils: La bandera, La barqueta de paper, Coloquio de muñecas (1946), El cucut, L'estrella de punta vermella, L'infant i la campaneta, Marieta puja al cel, La nina, El pequeño Rocinante (1946), Perriquín y su perrín, Els pollets, La princesa Blanca Nieves, Rebequita terremoto, vals (1960), Soldats de plom
- Adaptacions per a orfeó a quatre veus mixtes de La vella xaruga, Cançó de pirata, Esta noche es Nochebuena, Salmantina, Marxa dels Reis d'Orient, Fum, fum, fum

### Sardanes
- Agraïment
- Canigó
- Enyorada jovenívola
- Gironina
- Joguina (1956), sardana infantil per a veu i piano
- Jorn de festa
- Muntanyenca
- Quan jo n'era petitet, sardana infantil per a veu i piano
- La rateta i el gatet (1970), sardana infantil, adaptada per a carilló per Anna Maria Reverté[3]
- Recordança
- Records de la Cerdanya
- Rondalla (1958)